# Ilyrské provincie
Ilyrské provincie (francouzsky Provinces illyriennes; chorvatsky Ilirske pokrajine; slovinsky Ilirske province; italsky Province Illiriche) byl v letech 1809–1816 státní útvar na území dnešního jižního Rakouska, severovýchodní Itálie, Slovinska a západního a jižního Chorvatska. Ilyrské provincie byly autonomní součástí Francouzského císařství pod vládou Napoleona Bonaparta.
Název „Ilyrské“ byl uměle odvozen od starověkých Ilyrů, kteří v prostoru žili kolem roku 2 tisíce př. n. l.

## Dějiny

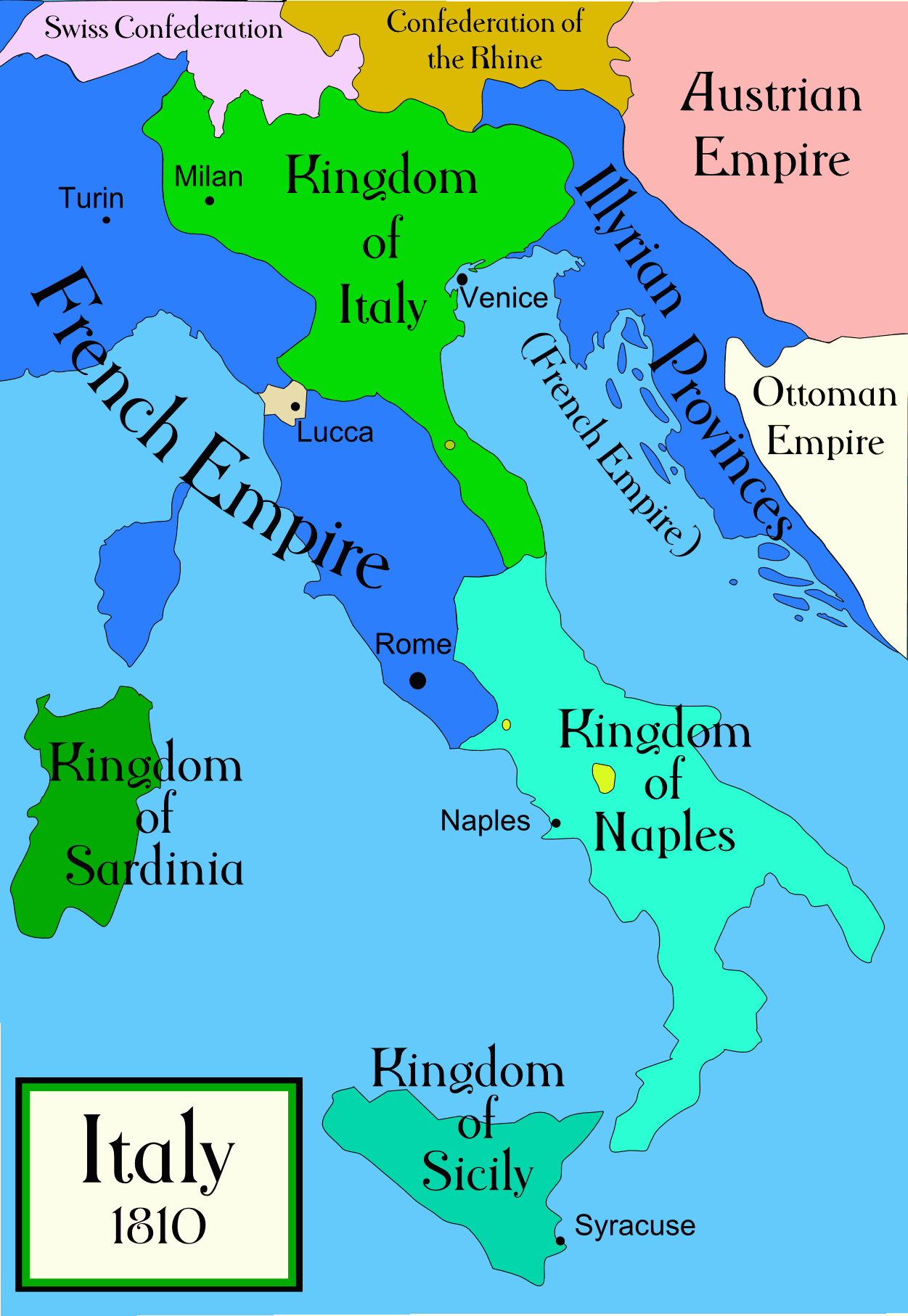
Illyrské provincie jakožto součást Francouzského císařství (oddělené ovšem Italským královstvím) k roku 1810

Za napoleonských válek obsadila Napoleonská Francie rakouské a benátské historické země na jaderském pobřeží. Mírem z Campa Formia získala celou Dalmácii s výjimkou Dubrovníku Habsburská monarchie. Po porážce v bitvě u Slavkova postoupilo Rakousko celou Dalmácii Napoleonovi, který ji zprvu začlenil do jím vytvořeného Italského království, od 14. října 1809 pak přímo k Francii, a to včetně území mezitím Francouzi zrušené (31. ledna 1808) městské Dubrovnické republiky. Ilyrské provincie se tak skládaly z (od severu na jih):
- Korutan
- Gorice s Gradiškou
- Kraňska
- Terstu
- Istrie
- Středního Chorvatska
- Vojenské hranice (chorvatské části)
- Dalmácie
- Dubrovníku

Ilyrské provincie se staly přímou součástí Francouzského císařství – jeho departementem, v jehož čele stál francouzský guvernér. Francouzská správa zde oslabila feudální vztahy a vytvořila příznivé podmínky pro rozvoj národního hnutí Jihoslovanů. Ilyrské provincie se měly stát nástupištěm francouzské expanze proti Osmanské říši.
Po bitvě národů v roce 1815 se území Ilyrských provincií dostalo zpět pod rakouskou nadvládu. Ač měla francouzská nadvláda krátkého trvání, jde o jeden z mezníků slovinské historie. Napoleonská správa přináší myšlenky nového společenského uspořádání (heslo: volnost, rovnost, bratrství) a zavádí je i na obsazeném území Habsburské monarchie. Slovinské národní hnutí vyrůstá právě na základě zkušenosti z Ilyrských provincií (Slovinsko je jedním z mála států, kde je mimo Francii Napoleon oslavován).[zdroj?]
Na Vídeňském kongresu bylo území Ilyrských provincií vráceno Rakousku, které oblast rozdělilo na autonomní korunní zemi Dalmatské království, k němuž patřil Dubrovník i Kotor a na korunní zemi Ilyrské království (Korutany, Kraňsko, Gorice s Gradiškou, město Terst, Istrie, do roku 1822 také Chorvatsko) – to bylo později (1849) opět rozděleno, tentokrát na 3 země.

## Guvernéři
- Auguste Marmont (1809–1811)
- Henri-Gratien Bertrand (1811–1812)
- Andoche Junot (1812–1813)
- Joseph Fouché (1813), pouze jeden měsíc